# Trạng thái vật chất

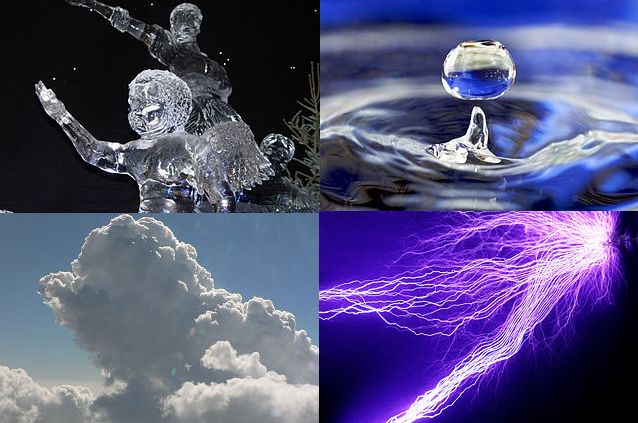
Bốn trạng thái phổ biến của vật chất. Theo chiều kim đồng hồ từ trên cùng bên trái, các trạng thái này là chất rắn, chất lỏng, plasma (li tử) và chất khí, được biểu thị bằng một tác phẩm điêu khắc băng, một giọt nước, điện từ một cuộn dây tesla và không khí xung quanh các đám mây.

Trong vật lý, trạng thái vật chất là một trong những dạng riêng biệt mà vật chất có thể tồn tại. Bốn trạng thái của vật chất có thể quan sát được trong cuộc sống hàng ngày là rắn, lỏng, khí và plasma (còn gọi là li tử). Ngoài ra còn tồn tại nhiều trạng thái trung gian như tinh thể lỏng, hoặc một số trạng thái lại chỉ tồn tại trong điều kiện khắc nghiệt như ngưng tụ Bose-Einstein, vật chất thoái hóa neutron và plasma gluon quark (chỉ xảy ra trong các tình huống cực đoan lạnh với mật độ cực cao và năng lượng cực cao). Để biết danh sách đầy đủ tất cả các trạng thái kỳ lạ của vật chất, xem danh sách các trạng thái của vật chất.
Trong lịch sử, người ta phân biệt các trạng thái dựa trên sự khác biệt về chất trong các tính chất. Vật chất ở trạng thái rắn duy trì một thể tích và hình dạng cố định, với các hạt thành phần (nguyên tử, phân tử hoặc ion) gần nhau và cố định vào vị trí. Vật chất ở trạng thái lỏng duy trì một thể tích cố định, nhưng có hình dạng thay đổi để phù hợp với vật chứa của nó. Các hạt của nó vẫn nằm gần nhau nhưng có thể di chuyển tự do. Thể tích và hình dạng của vật chất ở trạng thái khí có thể thay đổi và thích ứng tùy theo vật chứa của nó. Các hạt của nó không gần nhau và cũng không cố định tại chỗ. Vật chất ở trạng thái plasma có thể tích và hình dạng thay đổi, và chứa các nguyên tử trung tính cũng như một số lượng đáng kể các ion và electron, cả hai đều có thể di chuyển tự do.
Đôi khi người ta dùng thuật ngữ pha vật chất để ám chỉ trạng thái của vật chất, nhưng thực ra pha còn là một hệ thống có thể chứa một số giai đoạn trộn lẫn của cùng một trạng thái của vật chất.

## Bốn trạng thái cơ bản

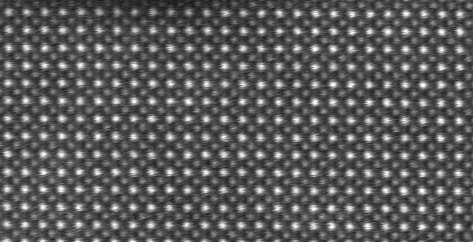
Một chất rắn kết tinh: hình ảnh độ phân giải nguyên tử của strontium titanate. Các nguyên tử sáng hơn là strontium và các nguyên tử tối hơn là titan.

### Chất rắn
Trong chất rắn, các hạt cấu thành (ion, nguyên tử hoặc phân tử) được đóng gói chặt chẽ với nhau. Lực giữa các hạt mạnh đến mức các hạt không thể di chuyển tự do được mà chỉ có thể rung, cho nên một vật rắn sẽ có hình dạng cụ thể và thể tích xác định. Chất rắn chỉ có thể thay đổi hình dạng của nó khi bị ngoại lực tác động, như khi bị vỡ hoặc cắt.
Trong chất rắn kết tinh, các hạt (nguyên tử, phân tử hoặc ion) được nén theo mô hình lặp lại xuyên suốt. Có nhiều cấu trúc tinh thể khác nhau và cùng một chất có thể có nhiều hơn một cấu trúc (hoặc pha rắn). Ví dụ, sắt có cấu trúc lập phương tập trung vào cơ thể ở nhiệt độ dưới 912 °C (1.674 °F) và cấu trúc hình khối đặt chính giữa mặt giữa 912 và 1.394 °C (2.541 °F). Băng có mười lăm cấu trúc tinh thể, hoặc mười lăm pha rắn tồn tại ở các nhiệt độ và áp suất khác nhau.
Thủy tinh và các chất rắn vô định hình, vô định hình khác mà không có trật tự tầm xa không phải là trạng thái cân bằng nhiệt; do đó chúng được mô tả dưới đây là trạng thái vật chất không phân lớp.
Chất rắn có thể chuyển hóa thành chất lỏng khi nóng chảy và chất lỏng có thể chuyển hóa chất rắn bằng cách đông đặc. Chất rắn cũng có thể chuyển hóa trực tiếp thành chất khí qua quá trình thăng hoa, còn chất khí có thể chuyển hóa trực tiếp thành chất rắn bằng cách lắng đọng.

### Chất lỏng

Cấu trúc của một chất lỏng monatomic cổ điển. Các nguyên tử có nhiều hàng xóm gần nhất tiếp xúc, nhưng không có thứ tự tầm xa nào hiện diện.

Chất lỏng là một chất lưu gần như không nén có hình dạng phù hợp với những hình dạng của vật chứa nó nhưng vẫn giữ một thể tích xác định nếu nhiệt độ và áp suất không đổi. Khi một chất rắn được nung nóng trên điểm nóng chảy của nó, nó sẽ trở thành chất lỏng, với áp suất cao hơn điểm ba của chất đó. Các lực liên phân tử (hoặc interatomic hoặc interionic) vẫn rất quan trọng, nhưng các phân tử có đủ năng lượng để di chuyển tương đối với nhau và cấu trúc là di động. Điều này có nghĩa là hình dạng của chất lỏng không xác định mà được xác định bởi vật chứa của nó. Thể tích của một chất lỏng thường lớn hơn chất rắn tương ứng với nó. Tuy nhiên nước là ngoại lệ phổ biến nhất. Nhiệt độ cao nhất mà tại đó một chất lỏng nhất định có thể tồn tại là nhiệt độ tới hạn.

### Chất khí

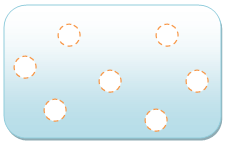
Khoảng cách giữa các phân tử khí rất lớn. Các phân tử khí có rất yếu hoặc không có liên kết nào cả. Các phân tử trong "khí" có thể di chuyển tự do và nhanh chóng.

Một chất khí là một chất lưu có thể nén, không những có hình dạng của vật chứa của nó mà còn có thể phân tán để lấp đầy vật chứa.
Trong một chất khí, các phân tử có đủ động năng do đó ảnh hưởng của các lực liên phân tử là nhỏ (hoặc bằng 0 đối với khí lý tưởng) và khoảng cách điển hình giữa các phân tử lân cận lớn hơn nhiều so với kích thước phân tử. Một chất khí không có hình dạng hoặc thể tích xác định, nhưng chiếm toàn bộ bình chứa trong đó nó bị giới hạn. Một chất lỏng có thể được chuyển đổi thành khí bằng cách đun nóng ở áp suất không đổi đến điểm sôi, hoặc cách khác bằng cách giảm áp suất ở nhiệt độ không đổi.
Ở nhiệt độ dưới nhiệt độ tới hạn, một chất khí còn được gọi là hơi và chỉ được hóa lỏng bằng cách nén mà không làm mát. Một chất khí có thể tồn tại ở trạng thái cân bằng với chất lỏng (hoặc chất rắn), trong trường hợp đó áp suất khí bằng với áp suất hơi của chất lỏng (hoặc chất rắn).
Một chất lỏng siêu tới hạn (SCF) là một loại khí có nhiệt độ và áp suất cao hơn nhiệt độ tới hạn và áp suất tới hạn tương ứng. Ở trạng thái này, sự phân biệt giữa chất lỏng và khí biến mất. Một chất lỏng siêu tới hạn có các tính chất vật lý của chất khí, nhưng mật độ cao của nó làm giảm tính chất dung môi trong một số trường hợp, dẫn đến các ứng dụng hữu ích. Ví dụ, carbon dioxide siêu tới hạn được sử dụng để chiết xuất caffeine trong sản xuất cà phê khử caffein.

### Plasma

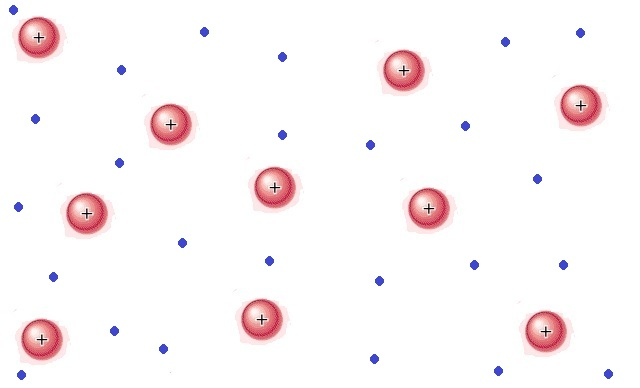
Trong một plasma, các electron bị tách ra khỏi hạt nhân của chúng, tạo thành một "biển" electron. Điều này mang lại cho nó khả năng dẫn điện.

Giống như một chất khí, plasma không có hình dạng hoặc khối lượng xác định. Không giống như khí, plasma có tính dẫn điện, tạo ra từ trường và dòng điện, phản ứng mạnh với lực điện từ. Các hạt nhân tích điện dương bơi trong một "biển" các electron tách rời tự do, tương tự như cách các điện tích đó tồn tại trong kim loại dẫn điện, nơi "biển" điện tử này cho phép vật chất ở trạng thái plasma dẫn điện.
Một chất khí thường được chuyển đổi thành plasma theo một trong hai cách, ví dụ, từ sự chênh lệch điện áp rất lớn giữa hai điểm, hoặc bằng cách để nó tiếp xúc với nhiệt độ cực cao. Vật chất nóng đến nhiệt độ cao làm cho các electron rời khỏi các nguyên tử, dẫn đến sự hiện diện của các electron tự do. Điều này tạo ra cái gọi là plasma bị ion hóa một phần. Ở nhiệt độ rất cao, chẳng hạn như những ngôi sao có mặt trong các ngôi sao, người ta cho rằng về cơ bản tất cả các electron đều "tự do" và một plasma năng lượng rất cao về cơ bản là các hạt nhân trần trụi đang bơi trong một biển electron. Điều này tạo thành cái gọi là plasma ion hóa hoàn toàn.
Trạng thái plasma thường bị hiểu lầm và mặc dù không tồn tại tự do trong điều kiện bình thường trên Trái Đất, nhưng nó thường được tạo ra bởi sét, tia lửa điện, đèn huỳnh quang, đèn neon hoặc trong TV plasma. Vành nhật hoa của Mặt trời, một số loại ngọn lửa và ngôi sao là tất cả các ví dụ về vật chất được chiếu sáng ở trạng thái plasma.

## Chuyển pha

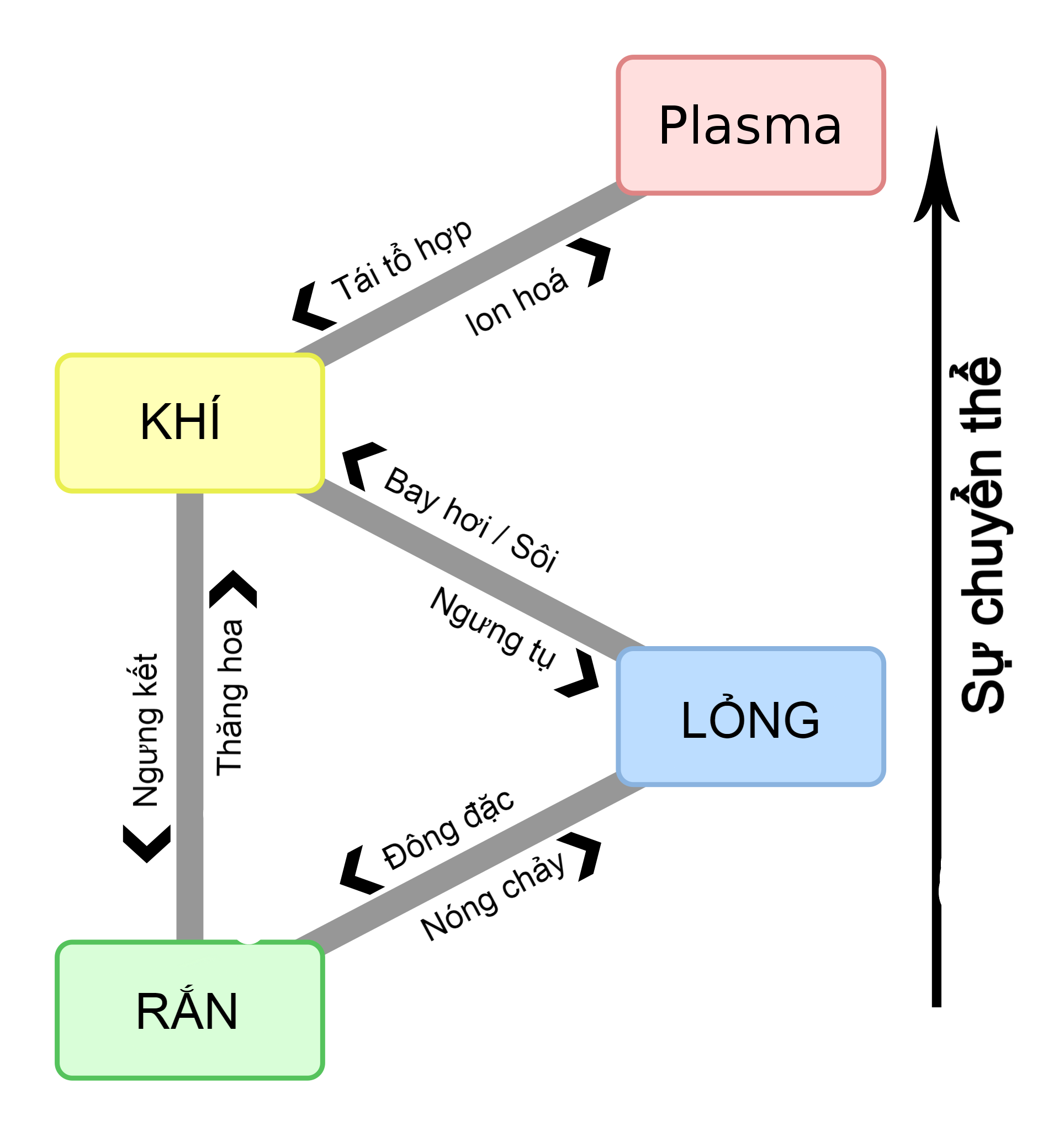
Biểu đồ cho thấy sự chuyển hóa của các pha khác nhau.

Một trạng thái của vật chất cũng được đặc trưng bởi sự chuyển pha. Chuyển pha cho thấy sự thay đổi trong cấu trúc và có thể được nhận ra bởi sự thay đổi đột ngột về tính chất. Một trạng thái riêng biệt của vật chất có thể được định nghĩa là bất kỳ tập hợp trạng thái nào được phân biệt với bất kỳ tập hợp trạng thái nào khác bằng cách chuyển pha. Nước có thể nói là có một số trạng thái rắn riêng biệt. Sự xuất hiện của chất siêu dẫn có liên quan đến sự chuyển pha, do đó có các trạng thái siêu dẫn. Tương tự như vậy, các trạng thái sắt từ được phân định bởi các pha chuyển tiếp và có các tính chất đặc biệt. Khi sự thay đổi trạng thái xảy ra trong các giai đoạn, các bước trung gian được gọi là mesophase. Các giai đoạn như vậy đã được khai thác bằng cách giới thiệu công nghệ tinh thể lỏng.
Trạng thái hoặc pha của một tập hợp vật chất nhất định có thể thay đổi tùy thuộc vào điều kiện áp suất và nhiệt độ, chuyển sang các pha khác khi các điều kiện này thay đổi để có lợi cho sự tồn tại của chúng; ví dụ, sự chuyển tiếp rắn sang chất lỏng với sự gia tăng nhiệt độ. Gần bằng không, một chất tồn tại dưới dạng chất rắn. Khi nhiệt được thêm vào chất này, nó tan chảy thành chất lỏng tại điểm nóng chảy của nó, sôi thành khí ở điểm sôi của nó, và nếu được đun nóng đủ cao sẽ đi vào trạng thái plasma trong đó các electron được cung cấp năng lượng đến mức chúng rời khỏi nguyên tử mẹ.
Các dạng vật chất không bao gồm các phân tử và được tổ chức bởi các lực khác nhau cũng có thể được coi là các trạng thái khác nhau của vật chất. Superfluids (như ngưng tụ Fermionic) và plasma gluon quark là những ví dụ.
Trong một phương trình hóa học, trạng thái vật chất của các hóa chất có thể được hiển thị là (s) cho chất rắn, (l) cho chất lỏng và (g) cho chất khí. Một dung dịch nước được ký hiệu (aq). Vật chất ở trạng thái plasma hiếm khi được sử dụng (nếu có) trong các phương trình hóa học, do đó không có ký hiệu chuẩn để biểu thị nó. Trong các phương trình hiếm mà plasma được sử dụng, nó được ký hiệu là (p).
| basic | basic    | Đến       | Đến       | Đến             | Đến     |
| basic | basic    | Chất rắn  | Lỏng      | Khí             | Plasma  |
| Từ    | Chất rắn |           | Nóng chảy | Thăng hoa       |         |
| Từ    | Lỏng     | Đông đặc  |           | Bay hơi, Sự sôi |         |
| Từ    | Khí      | Ngưng kết | Ngưng tụ  |                 | Ion hóa |
| Từ    | Plasma   |           |           | Tái tổ hợp      |         |

## Trạng thái phi cổ điển

### Thủy tinh
Thủy tinh là một vật liệu rắn không kết tinh hoặc vô định hình thể hiện sự chuyển tiếp thủy tinh khi được nung nóng về phía trạng thái lỏng. Kính có thể được tạo thành từ các loại vật liệu khá khác nhau: mạng vô cơ (như kính cửa sổ, làm từ silicat cộng với phụ gia), hợp kim kim loại, tan ion, dung dịch nước, chất lỏng phân tử và polyme. Về mặt nhiệt động học, một chiếc kính ở trạng thái siêu bền đối với đối tác tinh thể của nó. Tỷ lệ chuyển đổi, tuy nhiên, thực tế là bằng không.

### Tinh thể với một số mức độ rối loạn
Một tinh thể nhựa là một chất rắn phân tử với trật tự vị trí tầm xa nhưng với các phân tử cấu thành giữ lại tự do quay; trong một chiếc kính định hướng, mức độ tự do này bị đóng băng trong trạng thái rối loạn.
Tương tự, trong một thủy tinh quay rối loạn từ được đông lạnh.

### Trạng thái tinh thể lỏng
Các trạng thái tinh thể lỏng có tính chất trung gian giữa chất lỏng di động và chất rắn được đặt hàng. Nói chung, chúng có thể chảy như chất lỏng, nhưng thể hiện trật tự tầm xa. Ví dụ, pha nactic bao gồm các phân tử giống hình que dài như para-azoxyanisole, được tạo ra trong phạm vi nhiệt độ 118–136 °C (244–277 °F). Ở trạng thái này, các phân tử chảy như trong một chất lỏng, nhưng tất cả chúng đều cùng hướng (trong mỗi miền) và không thể xoay tự do. Giống như chất rắn kết tinh, nhưng không giống như chất lỏng, tinh thể lỏng phản ứng với ánh sáng phân cực.
Các loại tinh thể lỏng khác được mô tả trong bài viết chính về các trạng thái này. Một số loại có tầm quan trọng về công nghệ, ví dụ, trong màn hình tinh thể lỏng.

### Trật tự từ tính
Các nguyên tử kim loại chuyển tiếp thường có các khoảnh khắc từ tính do sự quay tròn của các electron vẫn không ghép cặp và không hình thành các liên kết hóa học. Trong một số chất rắn, các khoảnh khắc từ tính trên các nguyên tử khác nhau được sắp xếp và có thể tạo thành sắt từ, phản sắt từ hoặc ferrimagnet.
Trong một chất sắt từ, ví dụ, từ trường sắt rắn trên mỗi nguyên tử được xếp theo cùng một hướng (trong một miền từ tính). Nếu các miền cũng được căn chỉnh, vật rắn là một nam châm vĩnh cửu, có từ tính ngay cả khi không có từ trường bên ngoài. Từ hóa biến mất khi nam châm được nung nóng đến điểm Curie, đối với sắt là 768 °C (1.414 °F).
Một chất phản sắt từ có hai mạng có từ trường bằng nhau và ngược chiều nhau, chúng triệt tiêu lẫn nhau để từ hóa ròng bằng không. Ví dụ, trong niken (II) oxit (NiO), một nửa số nguyên tử niken có các khoảnh khắc thẳng hàng theo một hướng và một nửa theo hướng ngược lại.
Trong một ferri từ, hai mạng của các khoảnh khắc từ tính trái ngược nhau nhưng không bằng nhau, do đó sự hủy bỏ không hoàn toàn và có từ hóa mạng khác không. Một ví dụ là magnetit (Fe3O4), chứa các ion Fe2+ và Fe3+ với các từ trường khác nhau.
Một chất lỏng spin lượng tử (QSL) là một trạng thái rối loạn trong một hệ thống các spin lượng tử tương tác bảo tồn sự rối loạn của nó đến nhiệt độ rất thấp, không giống như các trạng thái rối loạn khác. Nó không phải là một chất lỏng theo nghĩa vật lý, mà là một chất rắn có trật tự từ tính vốn đã bị rối loạn. Tên "chất lỏng" là do sự tương tự với rối loạn phân tử trong một chất lỏng thông thường. QSL không phải là ferromagnet, trong đó các miền từ song song, cũng không phải là antiferromagnet, trong đó các miền từ tính là song song; thay vào đó, các miền từ được định hướng ngẫu nhiên. Điều này có thể được nhận ra, ví dụ như bởi các khoảnh khắc từ tính thất vọng về mặt hình học không thể chỉ ra song song hoặc phản song song. Khi hạ nhiệt và ổn định trạng thái, miền phải "chọn" một hướng, nhưng nếu các trạng thái có thể có năng lượng tương tự nhau, chúng sẽ được chọn ngẫu nhiên. Do đó, mặc dù có trật tự tầm ngắn mạnh mẽ, nhưng không có trật tự từ xa.

### Tách microphase

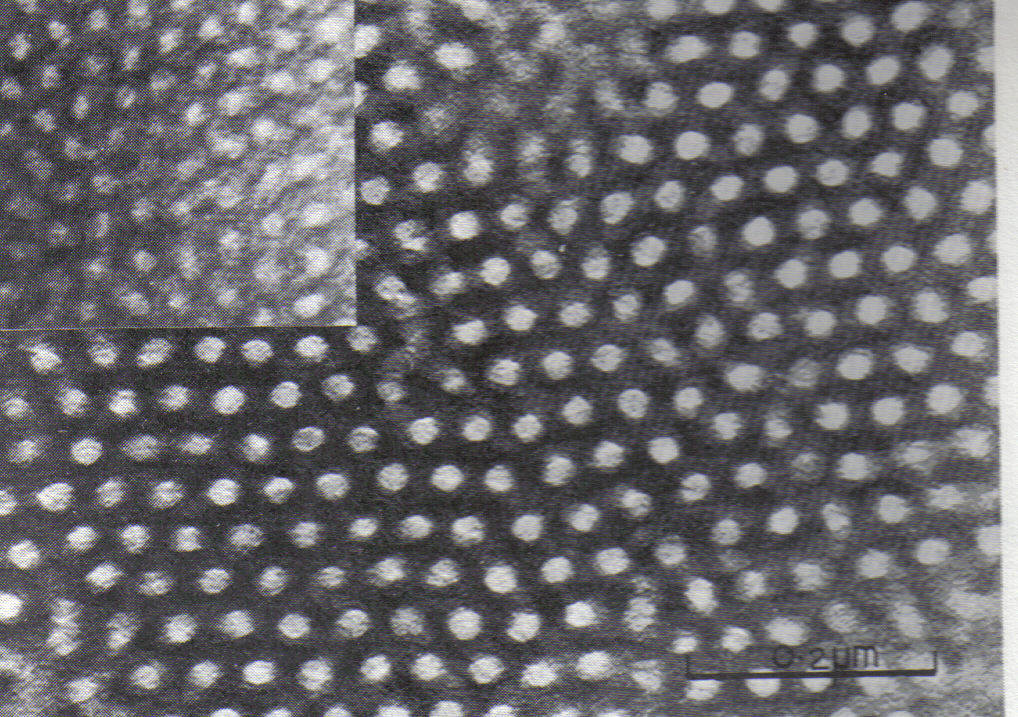
SBS copolyme khối trong TEM

Các copolymer có thể trải qua quá trình phân tách microphase để tạo thành một loạt các cấu trúc nano định kỳ, như trong ví dụ về chất đồng trùng hợp khối styrene-butadiene-styrene được hiển thị ở bên phải. Sự phân tách microphase có thể được hiểu bằng cách tương tự như sự phân tách pha giữa dầu và nước. Do sự không tương thích hóa học giữa các khối, copolyme khối trải qua quá trình tách pha tương tự. Tuy nhiên, vì các khối được liên kết cộng hóa trị với nhau, chúng không thể phân tách theo phương pháp vĩ mô như nước và dầu, và thay vào đó, các khối tạo thành các cấu trúc có kích thước nanomet. Tùy thuộc vào độ dài tương đối của mỗi khối và cấu trúc liên kết khối tổng thể của polyme, nhiều hình thái có thể thu được, mỗi pha của vật chất.
Chất lỏng ion cũng hiển thị tách microphase. Các anion và cation không nhất thiết phải tương thích và sẽ xuất hiện khác, nhưng thu hút điện tích ngăn chúng tách ra. Các anion và cation của chúng dường như khuếch tán trong các lớp ngăn hoặc micelle thay vì tự do như trong một chất lỏng đồng nhất.

## Trạng thái nhiệt độ thấp

### Siêu lỏng

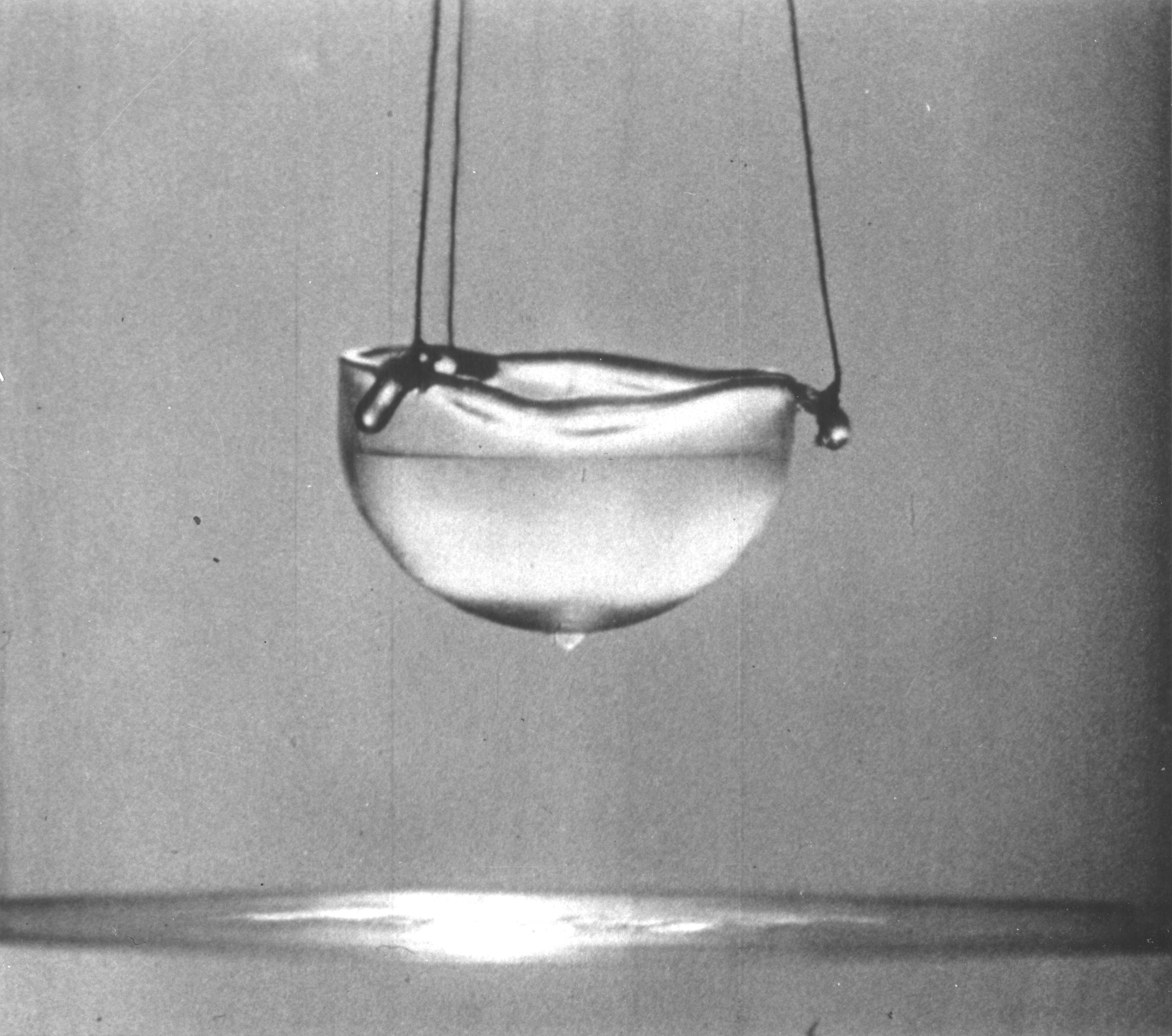
Heli lỏng trong một pha siêu lỏng leo lên các bức tường của chiếc cốc trong một phim Rollin, cuối cùng chảy ra từ chiếc cốc.

Gần độ không tuyệt đối, một số chất lỏng tạo thành trạng thái lỏng thứ hai được mô tả là siêu lỏng vì nó có độ nhớt bằng không (hoặc tính lưu động vô hạn; tức là chảy không ma sát). Điều này đã được phát hiện vào năm 1937 đối với helium, tạo thành một siêu lỏng dưới nhiệt độ lambda là 2,17 K (−270,98 °C; −455,76 °F). Ở trạng thái này, nó sẽ cố gắng "trèo" ra khỏi thùng chứa. Nó cũng có độ dẫn nhiệt vô hạn để không có độ dốc nhiệt độ nào có thể hình thành trong một siêu lỏng. Đặt một siêu lỏng trong một thùng chứa đang quay sẽ dẫn đến các xoáy được lượng tử hóa.
Các tính chất này được giải thích bằng lý thuyết rằng helium-4 đồng vị phổ biến tạo thành một ngưng tụ Bose-Einstein (xem phần tiếp theo) ở trạng thái siêu lỏng. Gần đây, các siêu chất ngưng tụ Fermionic đã được hình thành ở nhiệt độ thậm chí thấp hơn bởi đồng vị hiếm helium-3 và bởi lithium-6.

### Ngưng tụ Bose-Einstein
Năm 1924, Albert Einstein và Satyendra Nath Bose đã tiên đoán "ngưng tụ Bose-Einstein" (BEC), đôi khi được gọi là trạng thái thứ năm của vật chất. Trong BEC, vật chất dừng hoạt động như các hạt độc lập và sụp đổ thành một trạng thái lượng tử duy nhất có thể được mô tả bằng một hàm sóng đơn, đồng nhất.

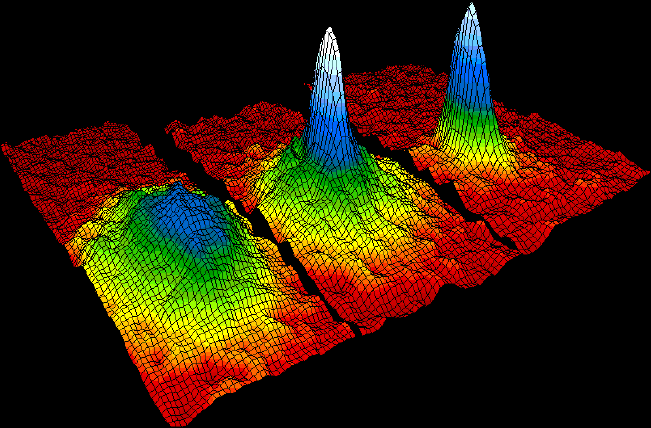
Vận tốc trong khí rubidi khi nó được làm lạnh: nguyên liệu ban đầu ở bên trái và ngưng tụ Bose-Einstein ở bên phải.

Trong pha khí, ngưng tụ Bose-Einstein vẫn là một dự đoán lý thuyết chưa được xác minh trong nhiều năm. Năm 1995, các nhóm nghiên cứu của Eric Cornell và Carl Wieman, thuộc JILA tại Đại học Colorado tại Boulder, đã tạo ra sản phẩm ngưng tụ đầu tiên như vậy bằng thực nghiệm. Một ngưng tụ Bose của Einstein là "lạnh" hơn một chất rắn. Nó có thể xảy ra khi các nguyên tử có mức lượng tử rất giống nhau (hoặc giống nhau), ở nhiệt độ rất gần với độ không tuyệt đối, −273,15 °C (−459,67 °F).

### Ngưng tụ fermionic
Ngưng tụ fermionic tương tự như ngưng tụ Bose-Einstein nhưng bao gồm các fermion. Nguyên tắc loại trừ Pauli ngăn các fermion đi vào cùng một trạng thái lượng tử, nhưng một cặp fermion có thể hoạt động như một boson, và nhiều cặp như vậy sau đó có thể vào cùng một trạng thái lượng tử mà không bị hạn chế.

### Phân tử Rydberg
Một trong những trạng thái siêu bền của plasma không lý tưởng mạnh là vật chất Rydberg, hình thành khi ngưng tụ các nguyên tử bị kích thích. Những nguyên tử này cũng có thể biến thành ion và electron nếu chúng đạt đến nhiệt độ nhất định. Vào tháng 4 năm 2009, Nature đã báo cáo việc tạo ra các phân tử Rydberg từ một nguyên tử Rydberg và một nguyên tử trạng thái cơ bản, xác nhận rằng trạng thái vật chất như vậy có thể tồn tại. Thí nghiệm được thực hiện bằng cách sử dụng các nguyên tử rubidium ultracold.

### Trạng thái lượng tử Hall
Một trạng thái Hall lượng tử làm tăng điện áp Hall lượng tử được đo theo hướng vuông góc với dòng điện. Trạng thái Hall spin lượng tử là một giai đoạn lý thuyết có thể mở đường cho sự phát triển của các thiết bị điện tử tiêu tán ít năng lượng hơn và tạo ra ít nhiệt hơn. Đây là một dẫn xuất của trạng thái lượng tử Hall.

### Vật chất quang tử
Vật chất quang tử hay vật chất dạng photon là một hiện tượng trong đó các photon tương tác với một chất khí phát triển khối lượng rõ ràng và có thể tương tác với nhau, thậm chí tạo thành các "phân tử" quang tử. Nguồn của khối lượng là khí, rất lớn. Điều này trái ngược với các photon di chuyển trong không gian trống, không có khối lượng nghỉ và không thể tương tác.

### Dropleton
Một "sương mù lượng tử" của các electron và lỗ trống chảy xung quanh nhau và thậm chí gợn sóng như một chất lỏng, thay vì tồn tại dưới dạng các cặp rời rạc.

## Trạng thái năng lượng cao

### Vật chất suy biến
Dưới áp lực cực lớn, như trong lõi của các ngôi sao đã chết, vật chất thông thường trải qua quá trình chuyển đổi sang một loạt các trạng thái kỳ lạ của vật chất được gọi chung là vật chất suy biến hay vật chất thoái hóa, được hỗ trợ chủ yếu bởi các hiệu ứng cơ học lượng tử. Trong vật lý, "suy biến" chỉ hai trạng thái có cùng năng lượng và do đó có thể thay thế cho nhau. Vật chất thoái hóa được hỗ trợ bởi nguyên tắc loại trừ Pauli, ngăn hai hạt fermionic chiếm cùng một trạng thái lượng tử. Không giống như huyết tương thông thường, huyết tương thoái hóa mở rộng rất ít khi được làm nóng, vì đơn giản là không còn trạng thái động lượng. Do đó, các ngôi sao thoái hóa sụp đổ với mật độ rất cao. Những ngôi sao thoái hóa lớn hơn thì nhỏ hơn, bởi vì lực hấp dẫn tăng lên, nhưng áp lực không tăng theo tỷ lệ thuận.
Vật chất thoái hóa điện tử được tìm thấy bên trong các ngôi sao lùn trắng. Các electron vẫn liên kết với các nguyên tử nhưng có thể chuyển sang các nguyên tử lân cận. Vật chất thoái hóa neutron được tìm thấy trong các sao neutron. Áp suất hấp dẫn cực lớn nén các nguyên tử mạnh đến mức các electron buộc phải kết hợp với các proton thông qua phân rã beta nghịch đảo, dẫn đến một tập hợp neutron siêu đậm đặc. Thông thường các neutron tự do bên ngoài hạt nhân nguyên tử sẽ phân rã với chu kỳ bán rã chỉ dưới 15 phút, nhưng trong một ngôi sao neutron, sự phân rã bị vượt qua bởi sự phân rã nghịch đảo. Vật chất thoái hóa lạnh cũng có mặt trong các hành tinh như Sao Mộc và trong các sao lùn nâu thậm chí còn lớn hơn, dự kiến sẽ có lõi với hydro kim loại. Do sự thoái hóa, các sao lùn nâu lớn hơn không lớn hơn đáng kể. Trong kim loại, các electron có thể được mô hình hóa như một chất khí thoái hóa di chuyển trong một mạng các ion dương không bị thoái hóa.

### Vật chất quark
Trong vật chất lạnh thông thường, các quark, các hạt cơ bản của vật chất hạt nhân, bị giới hạn bởi lực tương tác mạnh thành các hadron bao gồm 2 quark4, như proton và neutron. Vật chất quark hoặc vật chất sắc ký lượng tử (QCD) là một nhóm các pha trong đó lực mạnh được khắc phục và các quark được xác định và tự do di chuyển. Các pha vật chất quark xảy ra ở mật độ hoặc nhiệt độ cực cao, và không có cách nào để tạo ra chúng ở trạng thái cân bằng trong phòng thí nghiệm; trong điều kiện bình thường, bất kỳ vật chất quark nào hình thành đều trải qua quá trình phân rã phóng xạ.
Vật chất lạ là một loại vật chất quark được nghi ngờ tồn tại bên trong một số sao neutron gần giới hạn Tolman của Oppenheimer, DVR (khoảng 2 khối lượng mặt trời), mặc dù không có bằng chứng trực tiếp về sự tồn tại của nó. Trong vật chất lạ, một phần năng lượng có sẵn biểu hiện dưới dạng quark lạ, một chất tương tự nặng hơn của quark xuống chung. Nó có thể ổn định ở trạng thái năng lượng thấp hơn một khi được hình thành, mặc dù điều này không được biết đến.
Plasma quarkon gluon là một pha nhiệt độ rất cao, trong đó các quark trở nên tự do và có thể di chuyển độc lập, thay vì liên tục liên kết thành các hạt, trong một biển gluon, các hạt hạ nguyên tử truyền lực mạnh liên kết các quark lại với nhau. Điều này tương tự như sự giải phóng các electron khỏi các nguyên tử trong plasma. Trạng thái này có thể đạt được trong thời gian ngắn trong các va chạm ion nặng năng lượng cực cao trong máy gia tốc hạt và cho phép các nhà khoa học quan sát các tính chất của các quark riêng lẻ, và không chỉ là lý thuyết hóa. Huyết tương gluon quarkon được phát hiện tại CERN năm 2000. Không giống như plasma, chảy như chất khí, tương tác trong QGP rất mạnh và nó chảy như chất lỏng.
Ở mật độ cao nhưng nhiệt độ tương đối thấp, các quark được lý thuyết hóa để tạo thành một chất lỏng quark mà bản chất hiện chưa rõ. Nó tạo thành một pha khóa màu sắc riêng biệt (CFL) với mật độ thậm chí cao hơn. Pha này là siêu dẫn cho điện tích màu. Những pha này có thể xảy ra trong các sao neutron nhưng hiện tại chúng chỉ mang tính lý thuyết.

### Ngưng tụ thủy tinh màu
Ngưng tụ thủy tinh màu là một loại vật chất được lý thuyết hóa để tồn tại trong hạt nhân nguyên tử di chuyển gần tốc độ ánh sáng. Theo thuyết tương đối của Einstein, một hạt nhân năng lượng cao xuất hiện chiều dài bị co lại, hoặc bị nén, dọc theo hướng chuyển động của nó. Kết quả là, các gluon bên trong hạt nhân xuất hiện cho một người quan sát đứng yên như một "bức tường gluonic" di chuyển gần tốc độ ánh sáng. Ở năng lượng rất cao, mật độ của các gluon trong bức tường này được nhìn thấy tăng lên rất nhiều. Không giống như plasma gluon quark tạo ra trong sự va chạm của những bức tường như vậy, nước ngưng thủy tinh màu mô tả chính các bức tường và là một tính chất bên trong của các hạt chỉ có thể quan sát được trong các điều kiện năng lượng cao như ở RHIC và có thể tại Máy Va chạm Hadron Lớn cũng vậy.

## Trạng thái năng lượng rất cao
Các lý thuyết khác nhau dự đoán các trạng thái mới của vật chất ở mức năng lượng rất cao. Một trạng thái chưa biết đã tạo ra sự bất đối xứng baryon trong vũ trụ, nhưng ít ai biết về nó. Trong lý thuyết dây, nhiệt độ Hagedorn được dự đoán là siêu dây ở khoảng 10 30 K, trong đó siêu dây được sản xuất rất nhiều. Ở nhiệt độ Planck (10 32 K), trọng lực trở thành một lực đáng kể giữa các hạt riêng lẻ. Không có lý thuyết hiện tại nào có thể mô tả các trạng thái này và chúng không thể được tạo ra với bất kỳ thử nghiệm có thể thấy trước nào. Tuy nhiên, những trạng thái này rất quan trọng trong vũ trụ học vì vũ trụ có thể đã đi qua những trạng thái này trong Vụ nổ lớn.
Điểm kỳ dị hấp dẫn được thuyết tương đối rộng dự đoán tồn tại ở trung tâm của lỗ đen không phải là một pha của vật chất; nó hoàn toàn không phải là một vật thể (mặc dù năng lượng khối của vật chất đã góp phần tạo ra nó) mà là một thuộc tính của không thời gian. Bởi vì không thời gian bị phá vỡ ở đó, điểm kỳ dị không nên được coi là một cấu trúc cục bộ, mà là một đặc điểm tôpô, toàn cầu của không thời gian. Người ta đã lập luận rằng các hạt cơ bản về cơ bản không phải là vật chất, mà là các thuộc tính cục bộ của không thời gian.. Trong lực hấp dẫn lượng tử, các điểm kỳ dị trên thực tế có thể đánh dấu sự chuyển đổi sang một giai đoạn mới của vật chất.

## Các trạng thái đề xuất khác

### Siêu rắn
Chất siêu rắn là một vật liệu có trật tự không gian (nghĩa là chất rắn hoặc tinh thể) có đặc tính siêu lỏng. Tương tự như một siêu lỏng, một siêu rắn có thể di chuyển mà không ma sát nhưng vẫn giữ được hình dạng cứng nhắc. Mặc dù siêu rắn là một chất rắn, nó thể hiện rất nhiều tính chất đặc trưng khác với các chất rắn khác mà nhiều người cho rằng đó là một trạng thái khác của vật chất.

### Chất lỏng lưới / chất lỏng dạng chuỗi
Trong chất lỏng dạng chuỗi, các nguyên tử có sự sắp xếp không ổn định, giống như chất lỏng, nhưng vẫn nhất quán trong mô hình tổng thể, giống như chất rắn. Khi ở trạng thái rắn bình thường, các nguyên tử của vật chất tự sắp xếp theo dạng lưới, sao cho spin của bất kỳ electron nào ngược lại với spin của tất cả các electron chạm vào nó. Nhưng trong một chất lỏng dạng chuỗi, các nguyên tử được sắp xếp theo một số kiểu đòi hỏi một số electron phải có các lân cận có cùng spin. Điều này làm phát sinh các thuộc tính tò mò, cũng như hỗ trợ một số đề xuất bất thường về các điều kiện cơ bản của chính vũ trụ.

### Siêu thủy tinh
Siêu thủy tinh là một giai đoạn của vật chất được đặc trưng, đồng thời, bởi tính siêu lỏng và cấu trúc vô định hình đông lạnh.